# 東京大学出版会
一般財団法人東京大学出版会（とうきょうだいがくしゅっぱんかい、英称:University of Tokyo Press）は、東京大学の出版部に当たる法人。東京大学総長を会長とし、東京大学の活動に対応した書籍の出版を主に行う。

## 概要
- 1951年3月に、当時の東京大学総長・南原繁の発案によって、日本の国立大学で最初の大学出版部として設立された[1]。「学問の普及、学術の振興」を目的に掲げ、大学の研究成果に基づく学術書、学内向けの教科書・教材、東京大学史料編纂所編纂の『大日本史料』等の史料集、一般向けの教養書を主として、年間百数十点を刊行している。東京大学教養学部の「基礎演習」のテキストとしても使用している『知の技法』はベストセラーとなった。
- 1958年以来「学術書刊行基金」を設置し、若手研究者による研究成果の刊行に対し助成を行っている。
- 理事を学部や研究所から迎えるなど東京大学本体との関係は深いが、独立した組織となっている。
- 月一回『UP』というタイトルのPR誌を発行している[2]。
- 2011年に創立60周年を記念し「学問の入り口」フェアー知のチカラ×未知のチカラを開催するなど、学術分野への貢献も高い。
- 2013年10月15日より東京大学の本郷地区キャンパス整備計画に則り、駒場（東京大学キャンパス外）へ移転した。
- 2020年、一般社団法人出版梓会の第36回出版文化賞を受賞。
  - 一貫して良書を出版してきたことに加え、2011年に創設した「東京大学南原繁記念出版賞」の活動が評価[3]。

## 所在地
- 東京都目黒区駒場4-5-29

## 東京大学南原繁記念出版賞
東京大学南原繁記念出版賞は、優れた論文を書籍として世に出すために東京大学出版会が設ける賞である。東京大学出版会創立60周年を機に2011年（平成23年）に創設された。賞名は元東京大学総長であり、東京大学出版会の創設者でもある南原繁の名前にちなむ。
応募対象となる論文は、以下の4要件を全て満たすものに限られる。
1. 東京大学の専任の教授・准教授の推薦による論文
2. 未発表で書き下ろし、またはそれに準ずる論文
3. 個人による学術的著作として第1作にあたる論文
4. 1冊の書籍として出版が可能な適当な分量の論文

特に上記の3.の要件から、賞自体も若手研究者の新人賞的な位置づけになっている。